# Hind Laroussi
Hind Laroussi Tahiri, més coneguda com a Hind (Gouda, 3 de desembre  de 1984) és una cantant neerlandesa-marroquina. És coneguda per la seva participació en la primera edició del programa de televisió neerlandès Idols el 2003, on va aconseguir el tercer lloc. El 2004 va guanyar l'Edison al millor debutant.
Va participar pels Països Baixos al Festival de la Cançó d'Eurovisió 2008 amb la canço Your Heart belongs to Me. No va arribar a la final.